# Pesciüm

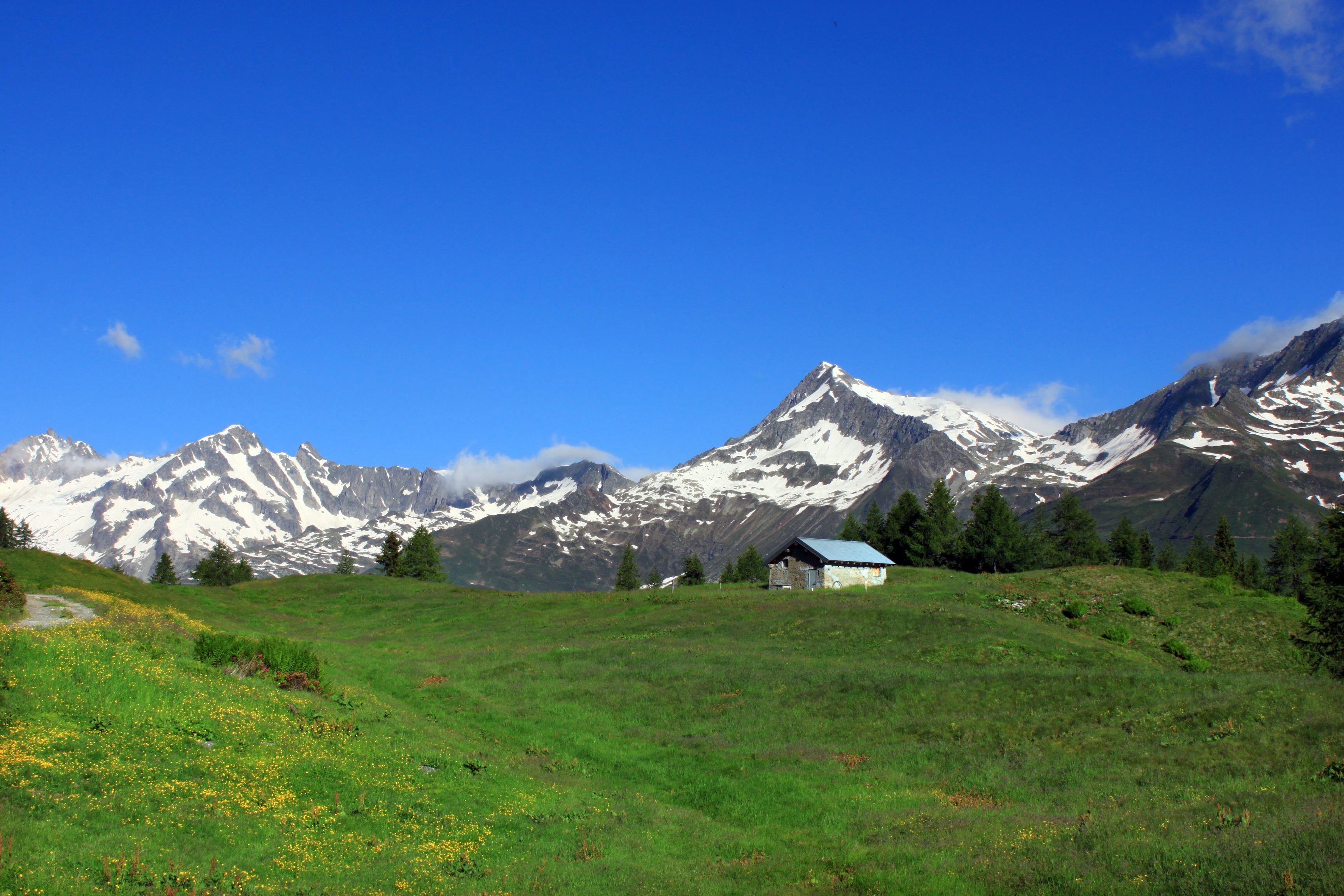
Pesciüm im Sommer vor dem Gotthardmassiv

Pesciüm (peʃʃim) ist eine Alp und ein Skigebiet südlich von Airolo im Schweizer Kanton Tessin.
Sie liegt unterhalb der Nordflanken des Poncione di Vespero und des Pizzo di Mezzodì, am Mottone di Comasnè, zwischen 1700 und 2000 m ü. M.. Die grössten Teile der Alp liegen oberhalb der Baumgrenze.
Das Skigebiet ist von Airolo her mit einer Seilbahn auf den Sasso della Boggia erschlossen.